# Juan Manuel de Torres
Juan Manuel de Torres (n. Comitán, Chiapas, Nueva España, Imperio Español - Cunduacán, Tabasco, México, 7 de diciembre de 1870) Fue un político mexicano, que aunque nació en el estado de Chiapas, por muchos años radicó en el estado de Tabasco donde llegó a ser gobernador interino por 19 días, y donde falleció en 1870.

## Gobernador de Tabasco
En el año de 1850 gobernaba Tabasco José Julián Dueñas, quien fue obligado a renunciar por partidarios del nuevo Presidente Mariano Arista debido a que el gobernador apoyaba a Juan Nepomuceno Almonte. Por lo anterior, el Congreso del Estado, nombró como gobernador interino a Juan Manuel de Torres.

Torres tomó posesión del gobierno el 14 de octubre de ese año, en tanto el Congreso local se ponía de acuerdo para nombrar un gobernador que concluyera con el período constitucional de Julián Dueñas.
El 30 de noviembre el Congreso del Estado nombró como Gobernador Constitucional de Tabasco a Gregorio Payró. De esta forma, Torres, entregó el cargo al nuevo gobernador el 5 de diciembre, sin embargo Payró asumió el cargo hasta el 15 de diciembre.

## Fallecimiento
Retirado a la vida privada, José Manuel de Torres, falleció en su finca Sitio Grande ubicada en la ranchería La Piedra, municipio de Cunduacán el 7 de diciembre de 1870, siendo sepultado en su propia finca.